# No Shelter
No Shelter is een single van de Amerikaanse band Rage Against the Machine. De single is te horen op de officiële soundtrack van de film Godzilla (uit 1998). De single gaat over de invloed die de media hebben op mensen. Zij zouden, volgens de tekst, de mensen afleiden van belangrijkere dingen op aarde.